# ناحیه لن گروو، شهرستان فایت، ایلینوی
ناحیه لن گروو (به انگلیسی: Lone Grove Township) یک منطقهٔ مسکونی در ایالات متحده آمریکا است که در شهرستان فایتی، ایلینوی واقع شده‌است. ناحیه لن گروو ۱۷۹ متر بالاتر از سطح دریا واقع شده‌است.